# Rivière Millstream
Pour les articles homonymes, voir Millstream.
La rivière Millstream (littéralement Ruisseau du moulin) est une rivière du Nouveau-Brunswick. Celle-ci se déverse dans la Kennebecasis, à Apohaqui. Le long de cette rivière se trouvent les communautés suivantes, d'amont en aval: Head of Millstream, Carsonville, Centreville, Berwick et Apohaqui.
En novembre 1854, une grave sécheresse est suivie de fortes pluies torrentielles, causant des inondations. Du bétail est tué, des fermes, des maisons et des barrages détruits et des ponts endommagés.